# Carol de Württemberg
Carol I (germană Karl Friedrich Alexander, König von Württemberg; 6 martie 1823 - 6 octombrie 1891) a fost al treilea rege de Württemberg, din 25 iunie 1864 până la moartea sa.

## Biografie
S-a născut la 6 martie 1823 la Stuttgart. A fost al patrulea copil și singurul fiu al regelui Wilhelm I de Württemberg și a celei de-a treia soții Pauline Therese de Württemberg.
A studiat la Berlin și Tübingen.
La 13 iulie 1846 s-a căsătorit cu Marea Ducesă Olga Nikolaevna, fiica Țarului Nicolae I și a Țarinei Charlotte a Prusiei. Charlotte a fost fiica lui Frederic Wilhelm al III-lea al Prusiei și a Louisei de Mecklenburg-Strelitz. După căsătorie a luat numele de Alexandra Feodorovna.
După decesul tatălui său în 1864, Karl i-a succedat la tron.
Cuplul nu a avut copii, probabil din cauza homosexualității lui Karl.  Karl a devenit obiect al scandalurilor de câteva ori din cauza apropierii sale de diferiți bărbați. Cel mai notoriu dintre acestea a fost americanul Charles Woodcock, fost șambelan pe care Karl l-a numit baron în 1888.  Karl și Charles au devenit inseparabili, mergând atât de departe încât apăreau în public îmbrăcați la fel.

Până la urmă, Karl a fost nevot să renunțe la favoritul său. Woodcock s-a întors în America iar Karl și-a găsit mai târziu consolare cu directorul tehnic al teatrului regal, Wilhelm George.
În 1870, Olga și Karl au adoptat-o pe nepoata Olgăi, Vera Constantinova, fiica fratelui ei, Marele Duce Constantin Nicolaevici al Rusiei.
Sub conducerea lui Karl, Württemberg ba devenit în 1871 parte a Imperiului german.
A murit la Stuttgart la 6 octombrie 1891 și a fost succedat de nepotul său, fiul surorii sale, Wilhelm al II-lea de Württemberg.